# Pinolskrue
En pinolskrue er en type skrue, der generelt anvendes til at fastgøre et objekt inden i et andet objekt, og har ofte gevind i hele sin længde.
En pinolskrue har som regel ikke noget hoved, men kærv, lige, sekskanthul (Unbrako), Torx-kærv eller lignende direkte i skruelegemet. 
En pinolskrue monteres i gevindet på det ydre objekt, og strammes mod det indre objekts overflade, og forhindrer dermed de to objekters indbyrdes bevægelse. 
Pinolskruer bruges for at forhindre bevægelse mellem to (roterende) dele, så som et hjul på en aksel. Her skrues skruen i gevindet på hjulets nav, så spidsen strammer mod akslen. Samlingen er herved en 'friktionssamling' mellem skrue og aksel.
Typisk giver dette en ringe fastholdelse mellem de to dele, og benyttes da også kun ved ringe belastninger. For større stabilitet fræses der en mindre flade på akslen, hvorimod skruen spændes, eller der indsættes en stålfer i en eller 2 noter på aksel og hjul, hvorved pinolskruerne så kun er med til at forhindre at hjulet glider af akslen.
Pinolskruer ses med forskellige typer spidser med tilsvarende forskellige formål. 
Eksempelvis:
- Flad spids, ingen særlig spids, men blot skåret vinkelret over.
- Afrundet spids, kugleformet spids.
- Konisk spids, spænder mod akslen med en spids (et enkelt punkt), som presser sig ind i akslen. Kan ses anvendt som simpelt leje ved brug af en skrue på hver side af en bevægelig arm.
- Kop spids (også kaldet krater), spænder mod akslen med en ring/kopformet spids, og har derved større spændkraft end konisk spids.
- Riflet kop spids, som kop spids, men riflet for bedre fæste.
- Tap spids, gevind mangler på det yderste stykke af spidsen, kan anvendes hvor hjulet må kunne dreje rundt i forhold til akslen, men ikke falde af akslen. Skruen fastholder hjulet i en nedfræset rille i akslen.

Pinolskruer findes bl.a. med følgende kærvtyper:
- ligekærv (a)
- Torx (d)
- Unbrako / indvendig sekskant (e)
- kvadratisk (f)
- spline (engelsk/amerikansk 'riflet' sekskant)
- udvendig sekskant